# Juliette Mayniel
Juliette Mayniel, född Raymonde Marie Juliette Meyniel 22 januari 1936 i Saint-Hippolyte, Occitanien, död 13 september 2023 i San Miguel de Allende, Mexiko, var en fransk skådespelerska.

## Utmärkelser
Mayniel utsågs till bästa kvinnliga skådespelare för Ung desertör vid Filmfestivalen i Berlin 1960.

## Roller i urval
- 1959 – Kusinerna
- 1960 – De bestialiska
- 1960 – Ung desertör
- 1963 – För en kvinnas skull
- 1973 – Flatfoot - stan's tuffaste snut
- 1975 – Peccati in famiglia